# 아나마리아 마린카
아나마리아 마린카(루마니아어: Anamaria Marinca, 1978년 4월 1일 ~ )는 루마니아의 배우이다.

## 출연 작품
- 올드 가드 - 닥터 코자크 역